# 库车龟兹机场
库车龟兹机场是一座位于中国新疆维吾尔自治区阿克苏地区库车县的的民用支线机场，始建于1939年，后经改造使用至2011年。随着库车经济的发展，地处城市中心的库车机场严重影响了航空安全和制约库车城市发展。为此总投资3.4亿元人民币的库车新机场于2009年6月25日正式开工建设，并命为库车龟兹机场。新机场于2011年9月具备通航条件并正式投入使用。 
库车龟兹机场位于库车县城城西15公里，可辐射沙雅、新和、拜城、轮台等周边县域。其飞行跑道长2600米，可起降波音737－800、空客320系列等C类飞机，每年可运送旅客24万人次。

## 航空公司與航点
| 航空公司     | 目的地                           |
| ------------ | -------------------------------- |
| 華夏航空     | 阿克蘇、和田、庫爾勒、伊宁、哈密 |
| 中国南方航空 | 乌鲁木齐                         |
| 天津航空     | 乌鲁木齐                         |
| 中國國際航空 | 成都/雙流                        |
| 中國東方航空 | 西安-寧波                        |